# Verga 1958
Verga 1958 è un'impresa italiana che opera nel settore della costruzione di imbarcazioni, istituita nel 1958. In precedenza conosciuta come Verga Plast Nautica, l'azienda è stata fondata da Giancarlo Verga. La sua gamma di produzione spazia da trimarani e derive a lance, destinati a diversi scopi inclusi il diporto e l'uso professionale.
Il contributo significativo al settore nautico risale al 1952, quando, in collaborazione con il Politecnico di Milano, Giancarlo Verga ha realizzato la prima imbarcazione in vetroresina in Europa. Questo è stato il primo passo per mettere le basi sulla fondazione dell'azienda nel 1958.
Con la fondazione ufficiale dell'azienda nel 1958, insieme a Pierangela Cairoli, Verga ha iniziato la produzione di imbarcazioni. Nel 2023, l'azienda ha adottato il nome Verga 1958, riconoscendo così l'anno di inizio delle sue operazioni e consolidando la propria identità nel panorama nautico italiano .
Nel corso degli anni, l'azienda ha contribuito all'evoluzione delle tecniche produttive nel settore, in particolare con l'adozione della termoformatura sottovuoto. Questa tecnologia è stata presentata per la prima volta al Salone Internazionale di Milano nel 1969, influenzando il metodo di costruzione delle imbarcazioni .